# Liste der Fluggesellschaften in Gabun
Dies ist eine Liste der Fluggesellschaften in Gabun, die bei der IATA oder ICAO registriert sind bzw. es waren.

## Aktive Fluggesellschaften
- La Nationale (seit 2009), zuvor seit 2002 als National Airways Gabon
- Lignes Aériennes Gabonaises (seit 2015)
- Nouvelle Air Affaires Gabon (seit 1975)

## Ehemalige Fluggesellschaften
- Afric Aviation (2009–2017)
- Air Afrique (1961–2001)
- Air Gabon (1978–2006) < Transgabon
- Air Service Gabon (1965–2010)
- Gabon Airlines (2007–2011)
- Gabon Express (1988–2004)
- National Airways Gabon (2002–2009)
- Transgabon (1949–1978) > Air Gabon

## Galerie

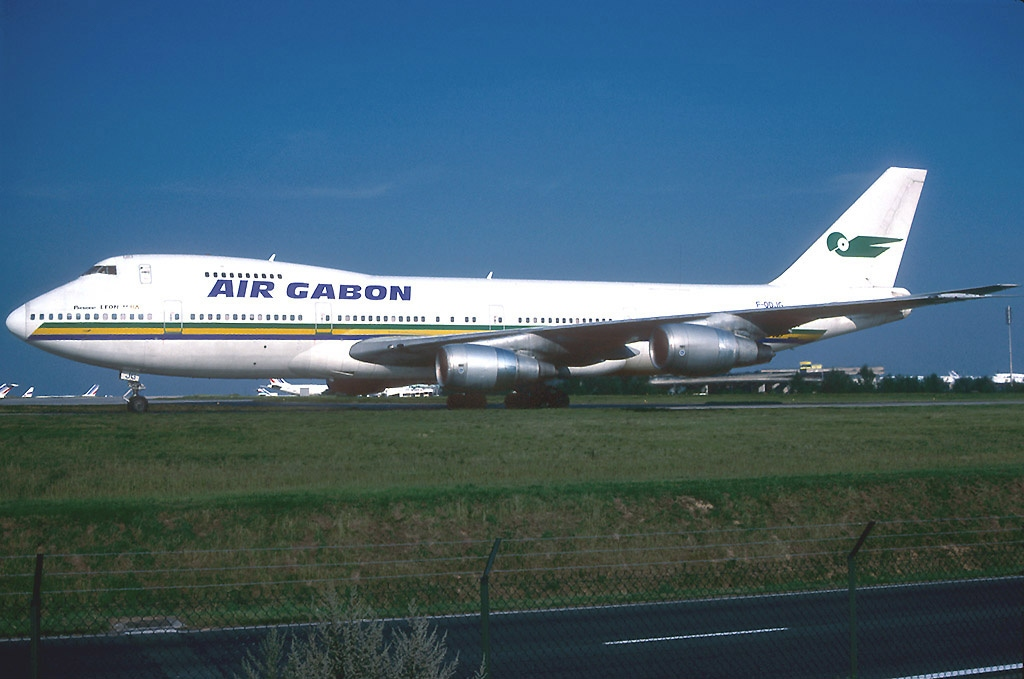
Air Gabon
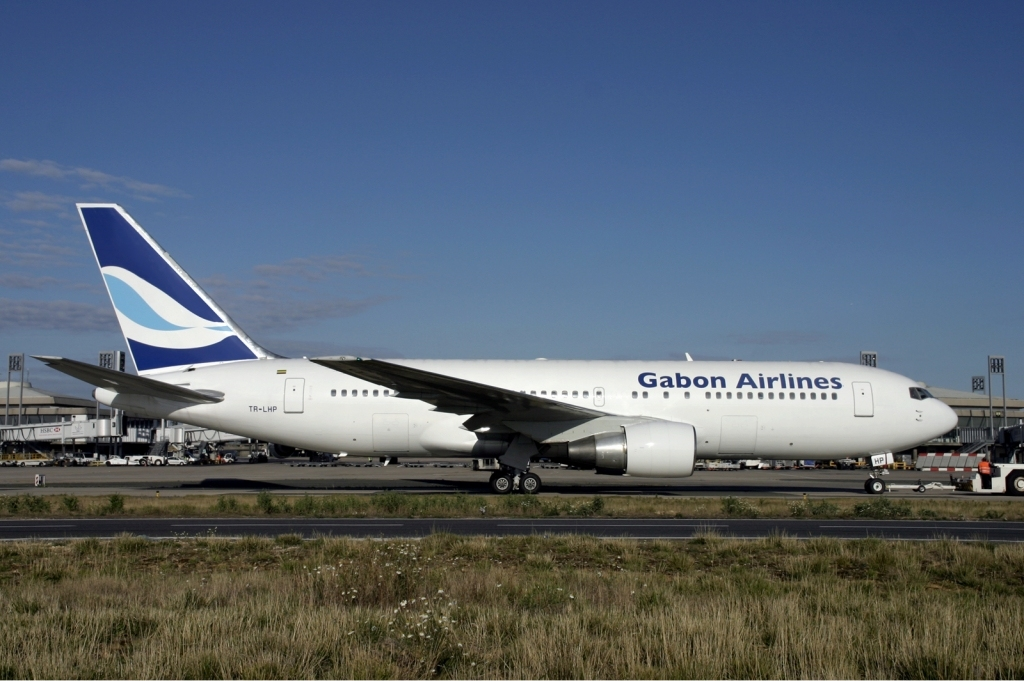
Gabon Airlines
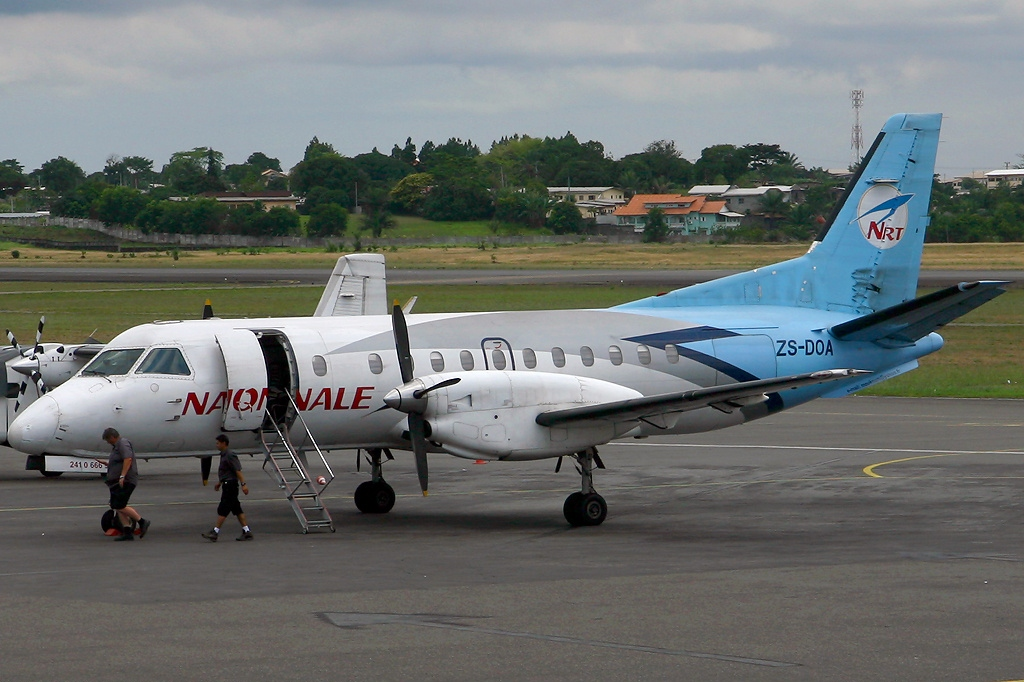
La Nationale